# 西山丈也
西山 丈也（にしやま たけや、1985年10月9日 - ）は、日本の元俳優、元声優。静岡県出身。2017年4月、芸能界引退。

## 経歴
ヒューマンアカデミー渋谷校出身。
声優としてデビューしたのち、2008年12月に『ミュージカル テニスの王子様』の金色小春役で初舞台を踏む。以降は主に舞台俳優として活動する。
2011年12月、所属していたトリトリオフィスを退社。
2014年4月末、所属していた砂岡事務所を退社し、今後は英語教育に従事するため、俳優業は引退するとブログで報告した。

## 出演作品

### テレビアニメ
- アスタロッテのおもちゃ! - 係員 役
- イタズラなKiss #15

### 舞台
- ミュージカル テニスの王子様 - 金色小春（Aキャスト） 役
  - The Treasure Match 四天宝寺 feat. 氷帝（2008年12月 - 2009年1月）
  - Dream Live 6th（2009年5月）
  - The Final Match 立海 First feat. 四天宝寺（2009年7月 - 10月）
  - Dream Live 7th（2010年5月）
- BIG FACE PRODUCE VOLUME20　シアターX提携公演　笑う女。笑われる男 FINAL「あなたの声に背中を押され」（2010年2月 - 3月） - 諏訪 役
- 劇団ムジカフォンテ ファミリーミュージカル『青い鳥』（2010年4月） - ナベの精 役
- MOSH SHORT COLLECTION 02「勝手にしやがれ」（2012年4月19日 - 22日、GEKI地下リバティ）
- トウキョウ演劇倶楽部プロデュース公演Vol.2「Moonlight Rambler(ムーンライト・ランブラー)〜月夜の散歩人〜」（2013年7月19日 - 22日、俳優座劇場/8月8日 - 11日、きゅりあん小ホール）
- PERSONA3 the Weird Masquerade ～群青の迷宮～（2014年9月16日 - 23日、シアター1010） - タカヤ 役
- ミュージカル八犬伝―東方八犬異聞―（2015年8月14日 - 23日、シアターサンモール） - 青蘭 役
- 舞台 増田こうすけ劇場 ギャグマンガ日和（2015年9月16日 - 21日、博品館劇場） - 聖徳太子 役
- おん・すてーじ「真夜中の弥次さん喜多さん」（2016年1月10日 - 17日、シアターGロッソ/1月22日 - 24日、サンケイホールブリーゼ） - 紅牛 役[3]

### ナレーション
- アリコジャパン 企業用VP（英語）

### ドラマCD
- 源×平ボーイフレンズ SEASONS vol.1 冬の陣（九条兼実）
- バカとテストと召喚獣

### ラジオ
- たけやんの「不可能なんてありえましぇ〜ん」（ぽけら）